# West Cliffe
West Cliffe est un village du Kent, en Angleterre.